# Telegraph Road (chanson)
Pour les articles homonymes, voir Telegraph Road.
Telegraph Road est une chanson du groupe britannique Dire Straits écrite et composée par Mark Knopfler. Elle est apparue sur l'album Love over Gold sorti en 1982.

Mark Knopfler indique dans une interview en 1993 qu'il a eu l'idée de la chanson, courant novembre 1980 alors qu'il roulait sur la route appelée Telegraph Road près de Détroit,, à l'avant d'un bus, en lisant le roman L'Éveil de la glèbe du prix Nobel norvégien Knut Hamsun. La juxtaposition des deux l'a inspiré à écrire une métaphore sur les changements liés au développement le long de cette route, et le contraste avec la désillusion liée au chômage.
« Cette fresque raconte comment un homme part s'établir dans les contrées nordiques inhospitalières, loin de la révolution industrielle qui est en train de gagner la Norvège. L'intention de départ — travail du sol ; mode de vie rude et traditionnel — donne peu à peu naissance à une communauté avant que ce monde isolé ne soit rattrapé par la civilisation et le progrès en marche. C'est exactement le récit de Telegraph Road, transposé dans le contexte de la colonisation de l’Amérique. »

## Composition
La chanson commence avec un crescendo très calme qui dure environ deux minutes, avant que le thème principal apparaisse. Après le premier couplet, le thème principal réapparaît, suivi du second couplet. Après un solo de guitare, un pont fait la transition vers une partie de claviers similaire à l'introduction, suivi d'un lent solo de guitare. Suivent deux nouveaux couplets, et le thème est joué une dernière fois, suivi d'un riff de guitare d'environ cinq minutes se terminant par un decrescendo.